# Mẫn Tế
Mẫn Tế (tiếng Hàn: 민제, chữ Hán: 閔霽, 1339 - 1408) là một quan thần người Triều Tiên thời mạt kỳ Cao Ly và sơ kỳ nhà Triều Tiên. Con gái ông, Nguyên Kính Vương hậu Mẫn thị, là chính thất của Triều Tiên Thái Tông, do đó ông còn là một ngoại thích vương tộc.

## Xuất thân
Mẫn Tế có xuất thân từ dòng tộc Ly Hưng Mẫn thị, bổn quán tại thành Ly Châu, đạo Kinh Kỳ (nay là thành phố Yeoju, tỉnh Gyeonggi, Hàn Quốc). Ông là con trai của Mẫn Biện, cháu nội của Mẫn Hiệt, cháu cố của Mẫn Tông Nho, và qua đó, ông là hậu duệ nhiều đời của Mẫn Lệnh Mô, tất cả đều từng làm quan dưới triều đại Cao Ly.

Mẹ của ông, Ly Hưng phu nhân Dương Xuyên Hứa thị, là con gái của Dương Xuyên quân Hứa Bách. Ngoài ra, ông còn có hai người em trai và một người em gái: Mẫn Lượng, Mẫn Khai và Thanh Xuyên phu nhân Ly Hưng Mẫn thị, chính thất của Quách Xu.

## Cuộc đời
Mẫn Tế đỗ kì thi vào Văn khoa dưới thời vua Cung Mẫn Vương và được bổ nhiệm vào Quốc Tử Trực Học (國子直學). Dưới thời Cao Ly U vương, thăng làm Lễ nghi phán thư (禮儀判書). Các đời vua Cao Ly sau đó ông dần được thăng đến chức Chánh Thừa (政丞).

Năm 1392, con gái ông, Ly Hưng Mẫn thị, được gả cho Tĩnh An quân Lý Phương Viễn sau khi Triều Tiên Thái Tổ lập quốc và soán triều Cao Ly. Năm 1400, Tĩnh An quân được lập lên làm vua, Tĩnh Ninh Ông chúa lên ngôi vương phi, do đó mặc nhiên ông trở thành phủ viện quân.

Năm 1408, Ly Hưng phủ viện quân Mẫn Tế qua đời.

## Hậu duệ
• Phu nhân: Ly Hưng phủ phu nhân Lệ Sơn Tống thị (? - 1424)
- - Trưởng nam: Mẫn Vô Cữu (閔無咎, ? - 1410)
  - Thứ nam: Mẫn Vô Tật (閔無疾, ? - 1410)
  - Nam: Mẫn Vô Tuất (閔無恤, ? - 1416)
  - Nam: Mẫn Vô Hối (閔無悔, ? - 1416)
  - Trưởng nữ: Ly Hưng Mẫn thị, phu nhân của Triệu Phác (1356 - 1408)
  - Thứ nữ: Tam Hàn Quốc Đại phu nhân Ly Hưng Mẫn thị, phu nhân của Nguyên Sơn phủ viện quân Lý Thiên Hựu (1354 - 1417)
  - Nữ: Nguyên Kính Vương hậu Ly Hưng Mẫn thị, chính thất của Triều Tiên Thái Tông
  - Nữ: Ly Hưng Mẫn thị, phu nhân của Hữu nghị chính Lư Hãn (1376 - 1443)